# Canton de Neufchâtel-en-Bray
Le canton de Neufchâtel-en-Bray est une circonscription électorale française située dans le département de la Seine-Maritime et la région Normandie.
À la suite du redécoupage cantonal de 2014, les limites territoriales du canton sont remaniées. Le nombre de communes du canton passe de 23 à 70 puis à 69 avec la création de la commune nouvelle Val-de-Scie.

## Géographie
Ce canton est organisé autour de Neufchâtel-en-Bray dans l'arrondissement de Dieppe. Son altitude varie de 53 m (Mesnières-en-Bray) à 244 m (Nesle-Hodeng) pour une altitude moyenne de 133 m.
Les villes principales du canton sont Neufchâtel-en-Bray, Saint-Saens et Londinières.

## Histoire
- De 1833 à 1848, les cantons de Neufchâtel et de Londinières avaient le même conseiller général. Le nombre de conseillers généraux était limité à 30 par département[3].

## Représentation

### Conseillers généraux de 1833 à 2015
| Période | Période      | Identité                     | Étiquette                | Qualité |
| ------- | ------------ | ---------------------------- | ------------------------ | --- |
| 1833    | 1852         | Joseph Denoyelle (1792-1879) | Libéral                  | Avocat, Maire de Neufchâtel-en-Bray (1830-1848) |
| 1852    | 1861         | Louis Ernest Semichon        |                          | Avocat et juge suppléant, Neufchâtel-en-Bray |
| 1861    | 1879 (décès) | Joseph Denoyelle             | Républicain              | Avocat, Maire de Neufchâtel-en-Bray (1870-1874, 1877-1879) |
| 1879    | 1886 (décès) | Eugene Brichet               |                          | Maire de Neufchâtel-en-Bray |
| 1886    | 1892         | Albert de Janzé              | Droite                   | Propriétaire à Neufchâtel-en-Bray |
| 1892    | 1898         | Bénoni Delahaye              | Républicain              | Maire de Neufchâtel-en-Bray |
| 1898    | 1904         | Paul Marquézy                | Conservateur             | Docteur en médecine à Neufchatel-en-Bray |
| 1904    | 1940         | Jean Thureau-Dangin          | AD-URD                   | Ingénieur agronome Membre de l'Académie française Député (1929-1935) Sénateur (1935-1940) maire de Bouelles Nommé membre de la Commission administrative départementale en 1941 Décédé en 1942 |
| 1945    | 1961         | Fernand Langlois             | dvd                      | Maire de Neufchâtel-en-Bray, ancien conseiller d'arrondissement Ancien conseiller départemental (nommé en 1943)                                                                                |
| 1961    | 1992         | Charles Ferrant              | MRP puis CD puis UDF-CDS | Chef de centre des télécommunications Sénateur (1968-1986) Maire de Neufchâtel-en-Bray (1971-1983)                                                                                             |
| 1992    | 2015         | Dany Minel                   | DVG                      | Enseignant Maire de Mesnières-en-Bray (1989 → ) Président de la CC du Pays Neufchâtelois (1998 → )                                                                                             |

### Conseillers d'arrondissement (de 1833 à 1940)
À partir de 1892, le canton de Neufchâtel avait deux conseillers d'arrondissement.
Il appartenait à l'arrondissement de Neufchâtel jusqu'à sa disparition en 1926.
| Période                                  | Période      | Identité                          | Étiquette                           | Qualité |
| ---------------------------------------- | ------------ | --------------------------------- | ----------------------------------- | --- |
| 1833                                     | 1845         | Athanase Legras                   |                                     | Maire de Neuville-Ferrières                                                                                 |
| 1845                                     | 1852         | Pierre-Nicolas Rose               |                                     | Propriétaire, adjoint au maire de Neufchâtel                                                                |
| 1852                                     | 1880         | M. Decorde                        |                                     | |
| 1880                                     | 1886         | M. Godouet                        | Républicain                         | |
| 1886                                     | 1898 (décès) | Athanase-Ovide Legras (1829-1905) | Monarchiste puis Républicain rallié | Cultivateur, maire de Neuville-Ferrières                                                                    |
| 1892                                     |              | E. Decorde                        | Républicain                         | |
|                                          | 1908 (décès) | Auguste Édouard Bisson            | Républicain radical                 | Notaire, adjoint au maire de Neufchâtel-en-Bray                                                             |
| 1901                                     | 1907         | Charles Beaumont                  | Républicain radical                 | Maire de Neufchâtel                                                                                         |
| 1907                                     | 1919         | Louis-Paul Leblond                | Conservateur puis Républicain       | Propriétaire à Neufchâtel                                                                                   |
| 1913                                     | 1919         | Marcel Niquet                     | Républicain                         | Avoué, maire de Neufchâtel                                                                                  |
| 1919                                     | 1931         | M. Duteurtre                      | Union républicaine                  | Maire de Fresles                                                                                            |
| 1919                                     | 1937         | Henri Suzémont                    | Union républicaine                  | Maire de Neufchâtel                                                                                         |
| 1931                                     | 1937         | Lucien Fournot                    | Union nationale                     | Agriculteur à Illois Élu dans le Canton d'Aumale                                                            |
| 1937                                     | 1940         | Eugène Carpentier                 | Républicain indépendant             | Maire d'Esclavelles                                                                                         |
| 1937                                     | 1940         | Fernand Langlois                  | Républicain indépendant             | Adjoint au maire de Neufchâtel                                                                              |
| 1940                                     |              |                                   |                                     | Les conseils d'arrondissement ont été suspendus par la loi du 12 octobre 1940 et n'ont jamais été réactivés |
| Les données manquantes sont à compléter. |              |                                   |                                     | |

### Conseillers départementaux à partir de 2015
| Période élective | Période élective | Mandat | Mandat   | Identité               | Nuance | Nuance | Qualité |
| ---------------- | ---------------- | ------ | -------- | ---------------------- | ------ | ------ | --- |
| 2015             | 2021             | 2015   | 2021     | Nicolas Bertrand       |        | LR     | Cadre dans une communauté de communes du littoral 1er maire-adjoint des Grandes-Ventes ( ? → ) Conseiller général de Bellencombre (2011 → 2015) Président de la Communauté de communes du Bosc d'Eawy (2014 → 2016) Président de la CC Bray Eawy (2017 → ) |
| 2015             | 2021             | 2015   | 2021     | Yvette Lorand Pasquier |        | UDI    | Maire de Montérolier (2001 → 2020) |
| 2021             | 2028             | 2021   | en cours | Nicolas Bertrand       |        | LR     | Conseiller sortant 6e vice-président chargé de l’arrondissement de Dieppe |
| 2021             | 2028             | 2021   | en cours | Armelle Biloquet       |        | DVD    | Agricultrice, maire de Londinières |

### Résultats détaillés

#### Élections de mars 2015
À l'issue du 1er tour des élections départementales de 2015, trois binômes sont en ballottage : Nicolas Bertrand et Yvette Lorand Pasquier (Union de la Droite, 31,78 %), Louis Coudry et Diane Rondouin (FN, 30,54 %) et Dany Minel et Armelle Mousse (Union de la Gauche, 30,11 %). Le taux de participation est de 54,46 % (13 849 votants sur 25 429 inscrits) contre 49,48 % au niveau départemental et 50,17 % au niveau national.
Au second tour, Nicolas Bertrand et Yvette Lorand Pasquier (Union de la Droite) sont élus avec 37,3 % des suffrages exprimés et un taux de participation de 57,91 % (5 315 voix pour 14 726 votants et 25 427 inscrits).

#### Élections de juin 2021
Le premier tour des élections départementales de 2021 est marqué par un très faible taux de participation (33,26 % au niveau national). Dans le canton de Neufchâtel-en-Bray, ce taux de participation est de 38,18 % (9 816 votants sur 25 710 inscrits) contre 32,19 % au niveau départemental. À l'issue de ce premier tour, deux binômes sont en ballottage : Nicolas Bertrand et Armelle Biloquet (DVD, 54,74 %) et Jérémy Deporge et Florence Huray (RN, 22,8 %).
Le second tour des élections est marqué une nouvelle fois par une abstention massive équivalente au premier tour. Les taux de participation sont de 34,36 % au niveau national, 32,06 % dans le département et 37,22 % dans le canton de Neufchâtel-en-Bray. Nicolas Bertrand et Armelle Biloquet (DVD) sont élus avec 72,52 % des suffrages exprimés (6 277 voix pour 9 571 votants et 25 715 inscrits),,. 

## Composition

### Composition avant 2015
Le canton de Neufchâtel-en-Bray regroupait 23 communes.
| Nom                            | Code Insee | Codepostal | Superficie (km2) | Population (dernière pop. légale) | Densité (hab./km2) |
| ------------------------------ | ---------- | ---------- | ---------------- | --------------------------------- | ------------------ |
| Neufchâtel-en-Bray (chef-lieu) | 76462      | 76270      | 11,03            | 4 866 (2012)                      | 441                |
| Auvilliers                     | 76042      | 76270      | 4,89             | 124 (2012)                        | 25                 |
| Bouelles                       | 76130      | 76270      | 7,99             | 279 (2012)                        | 35                 |
| Bully                          | 76147      | 76270      | 19,64            | 885 (2012)                        | 45                 |
| Callengeville                  | 76122      | 76270      | 17,13            | 516 (2012)                        | 30                 |
| Esclavelles                    | 76244      | 76270      | 9,76             | 378 (2012)                        | 39                 |
| Fesques                        | 76262      | 76270      | 8,80             | 135 (2012)                        | 15                 |
| Flamets-Frétils                | 76265      | 76270      | 12,39            | 171 (2012)                        | 14                 |
| Fresles                        | 76283      | 76270      | 10,96            | 238 (2012)                        | 22                 |
| Graval                         | 76323      | 76270      | 3,95             | 159 (2012)                        | 40                 |
| Lucy                           | 76399      | 76270      | 9,59             | 168 (2012)                        | 18                 |
| Massy                          | 76415      | 76270      | 11,24            | 333 (2012)                        | 30                 |
| Ménonval                       | 76424      | 76270      | 5,32             | 201 (2012)                        | 38                 |
| Mesnières-en-Bray              | 76427      | 76270      | 15,06            | 1 021 (2012)                      | 68                 |
| Mortemer                       | 76454      | 76270      | 8,94             | 96 (2012)                         | 11                 |
| Nesle-Hodeng                   | 76459      | 76270      | 15,72            | 340 (2012)                        | 22                 |
| Neuville-Ferrières             | 76465      | 76270      | 13,02            | 589 (2012)                        | 45                 |
| Quièvrecourt                   | 76516      | 76270      | 4,02             | 466 (2012)                        | 116                |
| Saint-Germain-sur-Eaulne       | 76584      | 76270      | 8,79             | 190 (2012)                        | 22                 |
| Saint-Martin-l'Hortier         | 76620      | 76270      | 5,79             | 263 (2012)                        | 45                 |
| Saint-Saire                    | 76649      | 76270      | 13,32            | 635 (2012)                        | 48                 |
| Sainte-Beuve-en-Rivière        | 76567      | 76270      | 11,57            | 183 (2012)                        | 16                 |
| Vatierville                    | 76724      | 76270      | 4,52             | 126 (2012)                        | 28                 |

### Composition depuis 2015
Le canton comprenait soixante-dix communes à sa création.
À la suite de la création de la commune nouvelle Val-de-Scie au 1er janvier 2019 et au décret du 5 mars 2020 rattachant entièrement la fraction correspondant à la commune de Cressy au canton de Luneray, le canton comprend désormais soixante-neuf communes entières.
| Nom                                        | Code Insee | Intercommunalité        | Superficie (km2) | Population (dernière pop. légale) | Densité (hab./km2) | Modifier                                    |
| ------------------------------------------ | ---------- | ----------------------- | ---------------- | --------------------------------- | ------------------ | ------------------------------------------- |
| Neufchâtel-en-Bray (bureau centralisateur) | 76462      | CC Communauté Bray-Eawy | 11,03            | 4 671 (2022)                      | 423                | modifier les données · modifier les données |
| Ardouval                                   | 76024      | CC Communauté Bray-Eawy | 10,49            | 154 (2022)                        | 15                 | modifier les données · modifier les données |
| Auvilliers                                 | 76042      | CC Communauté Bray-Eawy | 4,89             | 103 (2022)                        | 21                 | modifier les données · modifier les données |
| Avesnes-en-Val                             | 76049      | CC Falaises du Talou    | 16,51            | 264 (2022)                        | 16                 | modifier les données · modifier les données |
| Bailleul-Neuville                          | 76052      | CC de Londinières       | 13,14            | 221 (2022)                        | 17                 | modifier les données · modifier les données |
| Baillolet                                  | 76053      | CC de Londinières       | 8,74             | 116 (2022)                        | 13                 | modifier les données · modifier les données |
| Beaumont-le-Hareng                         | 76062      | CC Inter-Caux-Vexin     | 5,74             | 259 (2022)                        | 45                 | modifier les données · modifier les données |
| Bellencombre                               | 76070      | CC Communauté Bray-Eawy | 12,91            | 577 (2022)                        | 45                 | modifier les données · modifier les données |
| Bosc-Bérenger                              | 76119      | CC Communauté Bray-Eawy | 3,38             | 198 (2022)                        | 59                 | modifier les données · modifier les données |
| Bosc-le-Hard                               | 76125      | CC Inter-Caux-Vexin     | 10,37            | 1 589 (2022)                      | 153                | modifier les données · modifier les données |
| Bosc-Mesnil                                | 76126      | CC Communauté Bray-Eawy | 9,37             | 329 (2022)                        | 35                 | modifier les données · modifier les données |
| Bouelles                                   | 76130      | CC Communauté Bray-Eawy | 7,99             | 264 (2022)                        | 33                 | modifier les données · modifier les données |
| Bracquetuit                                | 76138      | CC Terroir de Caux      | 8,47             | 333 (2022)                        | 39                 | modifier les données · modifier les données |
| Bradiancourt                               | 76139      | CC Communauté Bray-Eawy | 4,11             | 222 (2022)                        | 54                 | modifier les données · modifier les données |
| Bully                                      | 76147      | CC Communauté Bray-Eawy | 19,64            | 868 (2022)                        | 44                 | modifier les données · modifier les données |
| Bures-en-Bray                              | 76148      | CC de Londinières       | 10,99            | 315 (2022)                        | 29                 | modifier les données · modifier les données |
| Callengeville                              | 76122      | CC Communauté Bray-Eawy | 17,13            | 501 (2022)                        | 29                 | modifier les données · modifier les données |
| Clais                                      | 76175      | CC de Londinières       | 12,45            | 263 (2022)                        | 21                 | modifier les données · modifier les données |
| Cottévrard                                 | 76188      | CC Inter-Caux-Vexin     | 7,88             | 474 (2022)                        | 60                 | modifier les données · modifier les données |
| La Crique                                  | 76193      | CC Communauté Bray-Eawy | 10,18            | 367 (2022)                        | 36                 | modifier les données · modifier les données |
| Critot                                     | 76200      | CC Communauté Bray-Eawy | 7,05             | 528 (2022)                        | 75                 | modifier les données · modifier les données |
| Croixdalle                                 | 76202      | CC de Londinières       | 11,00            | 337 (2022)                        | 31                 | modifier les données · modifier les données |
| Cropus                                     | 76204      | CC Terroir de Caux      | 4,78             | 251 (2022)                        | 53                 | modifier les données · modifier les données |
| Esclavelles                                | 76244      | CC Communauté Bray-Eawy | 9,76             | 397 (2022)                        | 41                 | modifier les données · modifier les données |
| Fesques                                    | 76262      | CC Communauté Bray-Eawy | 8,80             | 145 (2022)                        | 16                 | modifier les données · modifier les données |
| Flamets-Frétils                            | 76265      | CC Communauté Bray-Eawy | 12,39            | 160 (2022)                        | 13                 | modifier les données · modifier les données |
| Fontaine-en-Bray                           | 76269      | CC Communauté Bray-Eawy | 6,03             | 167 (2022)                        | 28                 | modifier les données · modifier les données |
| Fréauville                                 | 76280      | CC de Londinières       | 5,41             | 144 (2022)                        | 27                 | modifier les données · modifier les données |
| Fresles                                    | 76283      | CC Communauté Bray-Eawy | 10,96            | 229 (2022)                        | 21                 | modifier les données · modifier les données |
| Fresnoy-Folny                              | 76286      | CC de Londinières       | 13,12            | 689 (2022)                        | 53                 | modifier les données · modifier les données |
| Grandcourt                                 | 76320      | CC de Londinières       | 22,44            | 295 (2022)                        | 13                 | modifier les données · modifier les données |
| Les Grandes-Ventes                         | 76321      | CC Communauté Bray-Eawy | 24,76            | 1 733 (2022)                      | 70                 | modifier les données · modifier les données |
| Graval                                     | 76323      | CC Communauté Bray-Eawy | 3,95             | 156 (2022)                        | 39                 | modifier les données · modifier les données |
| Grigneuseville                             | 76328      | CC Inter-Caux-Vexin     | 7,59             | 373 (2022)                        | 49                 | modifier les données · modifier les données |
| Londinières                                | 76392      | CC de Londinières       | 18,79            | 1 233 (2022)                      | 66                 | modifier les données · modifier les données |
| Lucy                                       | 76399      | CC Communauté Bray-Eawy | 9,59             | 181 (2022)                        | 19                 | modifier les données · modifier les données |
| Massy                                      | 76415      | CC Communauté Bray-Eawy | 11,24            | 318 (2022)                        | 28                 | modifier les données · modifier les données |
| Mathonville                                | 76416      | CC Communauté Bray-Eawy | 4,09             | 339 (2022)                        | 83                 | modifier les données · modifier les données |
| Maucomble                                  | 76417      | CC Communauté Bray-Eawy | 5,07             | 389 (2022)                        | 77                 | modifier les données · modifier les données |
| Ménonval                                   | 76424      | CC Communauté Bray-Eawy | 5,32             | 236 (2022)                        | 44                 | modifier les données · modifier les données |
| Mesnières-en-Bray                          | 76427      | CC Communauté Bray-Eawy | 15,06            | 941 (2022)                        | 62                 | modifier les données · modifier les données |
| Mesnil-Follemprise                         | 76430      | CC Communauté Bray-Eawy | 7,48             | 118 (2022)                        | 16                 | modifier les données · modifier les données |
| Montérolier                                | 76445      | CC Communauté Bray-Eawy | 11,70            | 603 (2022)                        | 52                 | modifier les données · modifier les données |
| Mortemer                                   | 76454      | CC Communauté Bray-Eawy | 8,94             | 90 (2022)                         | 10                 | modifier les données · modifier les données |
| Nesle-Hodeng                               | 76459      | CC Communauté Bray-Eawy | 15,72            | 331 (2022)                        | 21                 | modifier les données · modifier les données |
| Neufbosc                                   | 76461      | CC Communauté Bray-Eawy | 5,14             | 403 (2022)                        | 78                 | modifier les données · modifier les données |
| Neuville-Ferrières                         | 76465      | CC Communauté Bray-Eawy | 13,02            | 534 (2022)                        | 41                 | modifier les données · modifier les données |
| Osmoy-Saint-Valery                         | 76487      | CC de Londinières       | 16,21            | 313 (2022)                        | 19                 | modifier les données · modifier les données |
| Pommeréval                                 | 76506      | CC Communauté Bray-Eawy | 7,60             | 513 (2022)                        | 68                 | modifier les données · modifier les données |
| Preuseville                                | 76511      | CC de Londinières       | 9,05             | 167 (2022)                        | 18                 | modifier les données · modifier les données |
| Puisenval                                  | 76512      | CC de Londinières       | 4,88             | 31 (2022)                         | 6,4                | modifier les données · modifier les données |
| Quièvrecourt                               | 76516      | CC Communauté Bray-Eawy | 4,02             | 401 (2022)                        | 100                | modifier les données · modifier les données |
| Rocquemont                                 | 76532      | CC Communauté Bray-Eawy | 12,26            | 762 (2022)                        | 62                 | modifier les données · modifier les données |
| Rosay                                      | 76538      | CC Communauté Bray-Eawy | 10,46            | 272 (2022)                        | 26                 | modifier les données · modifier les données |
| Saint-Germain-sur-Eaulne                   | 76584      | CC Communauté Bray-Eawy | 8,79             | 226 (2022)                        | 26                 | modifier les données · modifier les données |
| Saint-Hellier                              | 76588      | CC Communauté Bray-Eawy | 14,22            | 517 (2022)                        | 36                 | modifier les données · modifier les données |
| Saint-Martin-l'Hortier                     | 76620      | CC Communauté Bray-Eawy | 5,79             | 272 (2022)                        | 47                 | modifier les données · modifier les données |
| Saint-Martin-Osmonville                    | 76621      | CC Communauté Bray-Eawy | 21,34            | 1 171 (2022)                      | 55                 | modifier les données · modifier les données |
| Saint-Pierre-des-Jonquières                | 76635      | CC de Londinières       | 8,31             | 76 (2022)                         | 9,1                | modifier les données · modifier les données |
| Saint-Saëns                                | 76648      | CC Communauté Bray-Eawy | 25,50            | 2 307 (2022)                      | 90                 | modifier les données · modifier les données |
| Saint-Saire                                | 76649      | CC Communauté Bray-Eawy | 13,32            | 579 (2022)                        | 43                 | modifier les données · modifier les données |
| Sainte-Agathe-d'Aliermont                  | 76553      | CC de Londinières       | 7,97             | 298 (2022)                        | 37                 | modifier les données · modifier les données |
| Sainte-Beuve-en-Rivière                    | 76567      | CC Communauté Bray-Eawy | 11,57            | 175 (2022)                        | 15                 | modifier les données · modifier les données |
| Sainte-Geneviève                           | 76578      | CC Communauté Bray-Eawy | 14,33            | 260 (2022)                        | 18                 | modifier les données · modifier les données |
| Smermesnil                                 | 76677      | CC de Londinières       | 12,81            | 364 (2022)                        | 28                 | modifier les données · modifier les données |
| Sommery                                    | 76678      | CC Communauté Bray-Eawy | 21,39            | 829 (2022)                        | 39                 | modifier les données · modifier les données |
| Vatierville                                | 76724      | CC Communauté Bray-Eawy | 4,52             | 130 (2022)                        | 29                 | modifier les données · modifier les données |
| Ventes-Saint-Rémy                          | 76733      | CC Communauté Bray-Eawy | 6,12             | 216 (2022)                        | 35                 | modifier les données · modifier les données |
| Wanchy-Capval                              | 76749      | CC de Londinières       | 19,31            | 330 (2022)                        | 17                 | modifier les données · modifier les données |
| Canton de Neufchâtel-en-Bray               | 7623       |                         | 744,38           | 33 617 (2022)                     | 45                 | modifier les données                        |

## Démographie

### Démographie avant 2015
| 1962   | 1968   | 1975   | 1982   | 1990   | 1999   | 2006   | 2011   | 2012   |
| ------ | ------ | ------ | ------ | ------ | ------ | ------ | ------ | ------ |
| 12 665 | 12 665 | 12 085 | 11 711 | 11 627 | 11 428 | 11 802 | 12 257 | 12 362 |

### Démographie depuis 2015
En 2022, le canton comptait 33 617 habitants, en évolution de −1,99 % par rapport à 2016 (Seine-Maritime : +0,35 %, France hors Mayotte : +2,11 %).
| 2013   | 2018   | 2022   |
| ------ | ------ | ------ |
| 34 512 | 34 151 | 33 617 |